# Phalaenopsis chibae
Phalaenopsis chibae (возможное русское название Фаленопсис Чиба) — миниатюрное моноподиальное эпифитное травянистое растение семейства Орхидные.
Вид не имеет устоявшегося русского названия, в русскоязычных источниках используется научное название Phalaenopsis chibae.
Английское название — Chiba’s Phalaenopsis.

## Синонимы
По данным Королевских ботанических садов в Кью:
- Kingidium chibae (T.Yukawa) O.Gruss & Roellke, 1997
- Doritis chibae (T.Yukawa) T.Yukawa & K.Kita, 2005

## Биологическое описание
Некоторые ботаники считают более логичным считать этот вид представителем рода Kingidium из-за присутствия шпоры.
Стебель короткий.
Листья тонкие, овальные, заостренные на концах, тёмно-зелёные, с нижней стороны слегка фиолетовые. Длина 5—11 см, ширина 4,5 см.
Цветонос тонкий, прямостоящий, красноватого оттенка, часто ветвится.
Цветы мелкие, плотной восковой текстуры, 0,8—1,5 см в диаметре, раскрываются не полностью, желто-оранжевые или горчичного цвета с оттенками коричневого, губа с красными пятнышками, по форме напоминают цветки Phalaenopsis deliciosa.
Продолжительность цветения 10—15 дней, в природе сезон цветения: весна — лето.

## Ареал, экологические особенности
Вьетнам.
Растет во влажных тропических предгорных лесах на высоте 400—600 м над уровнем моря.
Среднемесячные температуры в местах естественного произрастания Ph. chibae практически неизменны на протяжении всего года. Днём 28—32 °C, ночью 18—21 °C. Относительная влажность воздуха около 80 %. С ноября по апрель сухой сезон, кол-во осадков 10—80 мм. С мая по октябрь от 230 до 300 мм.
Относится к числу охраняемых видов (второе приложение CITES).

## История
Растение открыто в 1994 году в районе Далат и описано в 1996 г. японским учёным Юкава. Названо в честь первооткрывателя, японского ботаника Масааки Чиба (Masaaki Chiba).

## В культуре
В культуре редок, считается сложным.
Температурная группа — теплая. Относительная влажность воздуха 65—85 %. Обязателен небольшой перепад дневных и ночных температур на 5—10 °C. Основной проблемой в содержании этого вида является высокая уязвимость корней для различных грибковых и бактериальных заболеваний. Поэтому лучшим вариантом его культивирования является посадка на блок без какой-либо подкладки. В этом случае корни легко просыхают, но требуют частого полива.
Дополнительная информация о агротехнике в статье Фаленопсис.

## Первичные гибриды
- Donna Craig — tetraspis х chibae (W. Tippit) 2005
- San Shia Puff — lindenii х chibae (Hou Tse Liu) 2004
- Yaphon Kitty — lobbii х chibae (Yaphon Orch.) 2007
- Без названия — equestris х chibae (Hou Tse Liu) 2008
- Без названия — mannii х chibae (Hou Tse Liu) 2008